# Vasile Botezan
Vasile Botezan (n. 1876 – d. 1942) a fost un deputat în Marea Adunare Națională de la Alba Iulia, organismul legislativ reprezentativ al „tuturor românilor din Transilvania, Banat și Țara Ungurească”, cel care a adoptat hotărârea privind Unirea Transilvaniei cu România, la 1 decembrie 1918.:p. 166

## Biografie
Vasile Botezan a fost un agricultor în Soporu de Câmpie.:p. 166

## Activitatea politică
Ca deputat în Adunarea Națională din 1 decembrie 1918 a reprezentat cercul electoral Cojocna și, de asemenea, a fost membru al Consiliului Național Român din Soporu de Câmpie.:p. 166